# Smolugi
Smolugi ([smɔˈluɡi]) est un village polonais de la gmina de Dziadkowice dans le powiat de Siemiatycze et dans la voïvodie de Podlachie. Il se situe à environ 22 kilomètres au nord de Siemiatycze et à 58 kilomètres au sud de Bialystok.
Le village compte 124 habitants.
Selon le recenssement de la commune de 1921, ont habité dans le village 113 personnes, dont 101 étaient catholiques, 7 orthodoxes, et 5 judaïques. Parallèlement, 106 habitants ont déclaré avoir la nationalité polonaise, 7 la nationalité biélorusse. Dans le village, il y avait 18 bâtiments habitables.

## Source
- (en) Cet article est partiellement ou en totalité issu de l’article de Wikipédia en anglais intitulé « Smolugi » (voir la liste des auteurs).